# Уменіно
Уменіно (пол. Umienino) — село в Польщі, у гміні Бельськ Плоцького повіту Мазовецького воєводства.
Населення — 222 особи (2011).
У 1975-1998 роках село належало до Плоцького воєводства.

## Демографія
Демографічна структура станом на 31 березня 2011 року:
|          | Загалом | Допрацездатний вік | Працездатний вік | Постпрацездатний вік |
| -------- | ------- | ------------------ | ---------------- | -------------------- |
| Чоловіки | 113     | 19                 | 85               | 9                    |
| Жінки    | 109     | 16                 | 73               | 20                   |
| Разом    | 222     | 35                 | 158              | 29                   |